# The Chemical Wedding
The Chemical Wedding peti je samostalni studijski album britanskog pjevača Brucea Dickinsona. Album je 15. rujna 1998. godine objavila diskografska kuća Sanctuary Records. 

## O albumu
Album je nadahnut radovima Williama Blakea, što je vidljivo po ispjevanim i izrecitiranim izvatcima iz njegove poezije (primjetno u riječima "And did those feet in ancient times" iz pjesme "Jerusalem") te naslovnici albuma, koju čini njegova slika The Ghost of a Flea. Međutim, ime albuma i njegova istoimena pjesma nadahnuti su rozenkrojcerskim manifestom "Kemijsko vjenčanje Christiana Rosenkreutza". Kao i na prethodnom albumu, i na ovom je svirao gitarist Iron Maidena Adrian Smith, tadašnji član Dickinsonovog samostalnog sastava.

## Popis pjesama
| 1.    | »King in Crimson«     | Bruce Dickinson, Roy Z       | 4:43 |
| 2.    | »Chemical Wedding«    | Dickinson, Z                 | 4:06 |
| 3.    | »The Tower«           | Dickinson, Z                 | 4:45 |
| 4.    | »Killing Floor«       | Dickinson, Adrian Smith      | 4:29 |
| 5.    | »Book of Thel«        | Dickinson, Z, Eddie Casillas | 8:13 |
| 6.    | »Gates of Urizen«     | Dickinson, Z                 | 4:25 |
| 7.    | »Jerusalem«           | Dickinson, Z                 | 6:42 |
| 8.    | »Trumpets of Jericho« | Dickinson, Z                 | 5:59 |
| 9.    | »Machine Men«         | Dickinson, Smith             | 5:41 |
| 10.   | »The Alchemist«       | Dickinson, Z                 | 8:27 |
| 57:32 |                       |                              |      |

| Popis pjesama s proširenog izdanja iz 2005. godine (drugi CD) | Popis pjesama s proširenog izdanja iz 2005. godine (drugi CD) | Popis pjesama s proširenog izdanja iz 2005. godine (drugi CD) | Popis pjesama s proširenog izdanja iz 2005. godine (drugi CD) | Popis pjesama s proširenog izdanja iz 2005. godine (drugi CD) | Popis pjesama s proširenog izdanja iz 2005. godine (drugi CD) | Popis pjesama s proširenog izdanja iz 2005. godine (drugi CD) | Popis pjesama s proširenog izdanja iz 2005. godine (drugi CD) | Popis pjesama s proširenog izdanja iz 2005. godine (drugi CD) | Popis pjesama s proširenog izdanja iz 2005. godine (drugi CD) |
| Br.                                                           | Skladba                                                       | Autor                                                         | Trajanje                                                      |                                                               |                                                               |                                                               |                                                               |                                                               |                                                               |
| ------------------------------------------------------------- | ------------------------------------------------------------- | ------------------------------------------------------------- | ------------------------------------------------------------- | ------------------------------------------------------------- | ------------------------------------------------------------- | ------------------------------------------------------------- | ------------------------------------------------------------- | ------------------------------------------------------------- | ------------------------------------------------------------- |
| 1.                                                            | »Return of the King«                                          | Dickinson, Smith                                              | 5:06                                                          |                                                               |                                                               |                                                               |                                                               |                                                               |                                                               |
| 2.                                                            | »Real World«                                                  | Dickinson, Z                                                  | 3:59                                                          |                                                               |                                                               |                                                               |                                                               |                                                               |                                                               |
| 3.                                                            | »Confeos«                                                     | Dickinson, Z                                                  | 7:35                                                          |                                                               |                                                               |                                                               |                                                               |                                                               |                                                               |
| 16:40                                                         |                                                               |                                                               |                                                               |                                                               |                                                               |                                                               |                                                               |                                                               |                                                               |

## Zasluge
| Bruce Dickinson - Bruce Dickinson – vokali - Adrian Smith – gitara, klavijature, prateći vokali - Roy Z – gitara, klavijature, prateći vokali, produkcija, miksanje, inženjer zvuka - Eddie Casillas – bas-gitara - David Ingraham – bubnnjevi Dodatni glazbenici - Arthur Brown – recitacija (na pjesmama "Book of Thel", "Jerusalem" i "Confeos") - Greg Schultz – klavijature (na pjesmi "Killing Floor") - Craig Lichtenstein – prateći vokali (na pjesmi "Killing Floor") | Ostalo osoblje - Hugh Gilmour – umjetnički direktor, dizajn, ilustracije - William Hames – fotografija - Joe Floyd – inženjer zvuka - Stan Katayama – inženjer zvuka, miksanje - Tom Banghart – inženjer zvuka - Dave Collins – mastering |